# Trimetyloaminuria

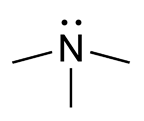
Budowa cząsteczki trimetyloaminy

Trimetyloaminuria (TMAU), znana też pod angielską nazwą fish odor syndrome (zespół odoru rybnego) – rzadkie zaburzenie metaboliczne powodujące niedobór w produkcji enzymu FMO3 (ang. Flavin containing monooxygenase 3).
FMO3 bierze udział w przekształcaniu trimetyloaminy (TMA, trimethylamine), związku znajdującego się m.in. w rybach, w procesie zwanym N-utlenianiem do tlenku trimetyloaminy (TMAO, trimethylamine oxide).
Przy niedoborach lub zaburzeniu działania FMO3 organizm nie jest w stanie rozłożyć TMA. Nadmiar substancji wydalany jest z potem i moczem, a także w oddechu, powodując silny odór przypominający gnijące ryby.

## Historia
Pierwszy kliniczny opis TMAU opublikowano w 1970 w piśmie medycznym The Lancet, lecz odniesienia w literaturze pięknej sięgają wieków wstecz.
Mahabharata, jeden z najstarszych epickich poematów, opisuje piękną dziewczynę, do której przylgnęła woń ryb.
W komedii Burza Szekspira Trinkulo tak komentuje postać Kalibana: "I cóż my tu mamy, człowieka czy rybę? żywą czy martwą? to ryba, on śmierdzi jak ryba: bardzo starożytna i bardzo rybia woń".

## Objawy
W organizmie pacjentów dotkniętych trimetyloaminurią powstaje nadmiar trimetyloaminy. Jest ona uwalniana z potem, moczem, nasieniem i w oddechu powodując silny rybi zapach ciała.  Niektóre osoby z trimetyloaminurią stale wydzielają silny smród, lecz większość ma umiarkowany zapach o natężeniu zmiennym w czasie. Poza tym schorzenie nie daje fizycznych objawów, i osoby takie są ogólnie zdrowe.
Z nieznanych przyczyn schorzenie występuje częściej u kobiet. Naukowcy przypuszczają, że hormony płciowe, takie jak progesteron i estrogen, potęgują objawy. Istnieją obserwacje wskazujące, że objawy nasilają się w okresie dojrzewania. U kobiet objawy mogą się nasilać tuż przed i w czasie menstruacji, po przyjmowaniu doustnych środków antykoncepcyjnych i w czasie menopauzy.
Wiadomo, że nasilenie zapachu zmienia się w zależności od różnych czynników, m.in. diety, zmian hormonalnych, innych zapachów obecnych w miejscu przebywania oraz indywidualnej wrażliwości na zapachy.

## Diagnostyka
Standardowym badaniem przesiewowym jest pomiar stosunku stężenia trimetyloaminy (TMA) do jej tlenku (TMAO) w moczu. Istnieje również test genetyczny z krwi. Główny enzym odpowiedzialny za N-utlenianie TMA kodowany jest przez gen FMO3.
Podobny test wykorzystać można do wykrywania nosicieli tego schorzenia – osób, które nie mają objawów lecz mają jedną kopię zmutowanego genu. Badanej osobie podaje się dużą dawkę choliny (jednego z prekursorów TMA) a następnie bada, czy w moczu podnosi się poziom trimetyloaminy.

## Postępowanie
Dotychczas nie ma leku na TMA, a możliwości postępowania wobec choroby są ograniczone. Pewna część osób z tym schorzeniem może jednak wieść w miarę normalne, zdrowe życie, bez obaw o odrzucenie przez innych z powodu przykrego zapachu. Na początek najważniejsze jest zbadanie się. Zapach ograniczać można:
- Unikając niektórych potraw, w tym jaj, roślin strączkowych, niektórych mięs i ryb, a także potraw zawierających cholinę, karnitynę, azot i siarkę.
- Przyjmując niewielkie dawki antybiotyków, aby zmniejszyć ilość bakterii w układzie pokarmowym.
- Używając delikatnie kwaśnych detergentów o pH od 5.5 do 6.5.

- Istnieje badanie[2] wskazujące, że regularne przyjmowanie węgla oraz kompleksu miedziowego chlorofilu (barwnik E141) może znacząco poprawić jakość życia osób dotkniętych łagodną formą TMAU. Rozrzut wyników:
  - 85% badanych całkowicie pozbyło się "rybnego" zapachu
  - 10% częściowo straciło zapach
  - 5% nie doznało poprawy

Badanie to nie zostało powtórzone, więc jego wyniki pozostają niezweryfikowane. Chociaż niektórym pacjentom może to przynosić ulgę, to wielu chorych na TMAU, którzy próbowali stosowania węgla i E141, nie doznało żadnej poprawy.

## Dziedziczenie

Dziediczenie autosomalne recesywne

Gen FMO3, odpowiedzialny za trimetyloaminurię, dziedziczy się jako gen autosomalny recesywny – chorzy mają zmienione obie kopie genu. Rodzice osób z zaburzeniami autosomalnymi recesywnymi są nosicielami pojedynczej kopii zmutowanego genu. Nosiciele mogą mieć ograniczone objawy choroby lub doświadczać krótkotrwałych nasileń 'rybnego' zapachu ciała.
Trimetyloaminurię wywołują mutacje genu FMO3, znajdującego się na długim ramieniu chromosomu 1. Gen ten koduje enzym rozkładający pochodzące z pożywienia związki chemiczne zawierające azot, między innymi trimetyloaminę. Związki te produkowane są w jelicie przez bakterie trawiące białka z jaj, mięsa, soi i innych pokarmów. Normalnie enzym FMO3 przeprowadza trimetyloaminę w bezwonny tlenek trimetyloaminy, jeśli jednak wskutek mutacji genu FMO3 enzymu brakuje lub ma on ograniczoną aktywność, nie utleniona TMA odkłada się w organizmie. Wydalanie nadmiaru substancji z potem, moczem i w oddechu powoduje silny, przykry zapach charakterystyczny dla TMAU. Badacze uważają, że również stres i dieta mogą wywoływać objawy.
Znanych jest ponad 40 mutacji związanych z TMAU.

Trzy najczęstsze z nich to mutacje punktowe: utrata funkcjonalności, missens i nonsens. Dwie ostatnie skutkują najpoważniejszymi zmianami fenotypu (nasileniem objawów).
Chociaż zazwyczaj trimetyloaminuria spowodowana jest przez mutacje genu FMO3, znane są również przypadki wywołane przez inne przyczyny. "Rybi" zapach ciała może być skutkiem spożywania nadmiaru pewnych białek lub wzrostu ilości bakterii w układzie pokarmowym. Nieliczne przypadki TMAU u dorosłych powiązano z uszkodzeniami wątroby spowodowanymi przez wirusowe zapalenie wątroby.